# Radu Voina
Radu Voina (29. července 1950 Șaeș) je bývalý rumunský házenkář a trenér. Během hráčské kariéry působil nejčastěji na pozici pravého obránce.
Je odchovancem klubu Voința Sighișoara, pak strávil tři sezóny v týmu Universitatea București. Od roku 1972 hrál za Steauu Bukurešť, s níž se stal sedmkrát mistrem Rumunska. S rumunskou házenkářkou reprezentací získal bronz na Letních olympijských hrách 1972 v Mnichově. Byl členem týmu, který vyhrál mistrovství světa v házené mužů 1974. Získal také stříbro na olympijských hrách v Montrealu roku 1976. V roce 1977 vyhrál se Steauou Pohár mistrů evropských zemí v házené. Na moskevských LOH 1980 se podílel na zisku bronzových medailí. Jeho posledním velkým turnajem bylo MS 1982, kde Rumuni skončili na pátém místě. Celkem Radu Voina za rumunskou reprezentaci odehrál 269 zápasů a vstřelil 495 branek. 
V letech 1980 až 1991 byl hrajícím trenérem Steauy. Jako trenér vyhrál s rumunskou mužskou reprezentací Balkánské hry v roce 1983 a získal bronz na LOH 1984. Po otevření hranic působil ve Francii, do Bukurešti se vrátil roku 2006. Ženskou reprezentaci Rumunska přivedl k bronzovým medailím na ME 2010 a v tomto roce také hrál s klubem SCM Râmnicu Vâlcea finále Ligy mistryň. Trenérskou kariéru ukončil v roce 2012.
V roce 1974 byl jmenován zasloužilým mistrem sportu a v roce 1992 zasloužilým trenérem. Působí také jako komentátor stanice Eurosport.